# Speocera
Speocera es un género de arañas araneomorfas de la familia Ochyroceratidae. Se encuentra en el sur de Asia, Sudamérica y África subsahariana.

## Lista de especies
Según The World Spider Catalog 14.5:
- Speocera amazonica Brignoli, 1978 — Brasil
- Speocera apo Deeleman-Reinhold, 1995 — Filipinas
- Speocera asymmetrica Tong & Li, 2007 — China
- Speocera bambusicola Brignoli, 1980 — Kenia
- Speocera berlandi (Machado, 1951) — Angola
- Speocera bicornea Tong & Li, 2007 — China
- Speocera bismarcki (Brignoli, 1976) — Bismarck Archipel
- Speocera bosmansi Baert, 1988 — Sulawesi
- Speocera bovenlanden Deeleman-Reinhold, 1995 — Sumatra
- Speocera bulbiformis Lin, Pham & Li, 2009 — Vietnam
- Speocera caeca Deeleman-Reinhold, 1995 — Sulawesi
- Speocera capra Deeleman-Reinhold, 1995 — Tailandia
- Speocera crassibulba Deeleman-Reinhold, 1995 — Java
- Speocera dayakorum Deeleman-Reinhold, 1995 — Borneo
- Speocera debundschaensis Baert, 1985 — Camerún
- Speocera decui Dumitrescu & Georgescu, 1992 — Cuba
- Speocera deharvengi Deeleman-Reinhold, 1995 — Tailandia
- Speocera eleonorae Baptista, 2003 — Brasil
- Speocera fagei (Berland, 1914) — Kenia
- Speocera feminina (Machado, 1951) — Angola
- Speocera indulgens Deeleman-Reinhold, 1995 — Sulawesi
- Speocera irritans Brignoli, 1978 — Brasil
- Speocera jacquemarti Baert & Maelfait, 1986 — Islas Galápagos
- Speocera javana (Simon, 1905) — Java
- Speocera jucunda Brignoli, 1979 — Brasil
- Speocera karkari (Baert, 1980) — Filipinas, Sulawesi, Nueva Guinea
- Speocera krikkeni Brignoli, 1977 — Sumatra
- Speocera laureata Komatsu, 1974 — Islas Ryukyu
- Speocera leclerci Deeleman-Reinhold, 1995 — Tailandia
- Speocera machadoi Gertsch, 1977 — México
- Speocera microphthalma (Simon, 1892) — Filipinas
- Speocera minuta (Marples, 1955) — Samoa, Tokelau, Niue
- Speocera molesta Brignoli, 1978 — Brasil
- Speocera naumachiae Brignoli, 1980 — Tailandia
- Speocera octodentis Tong & Li, 2007 — China
- Speocera pallida Berland, 1914 — Este de África
- Speocera papuana (Baert, 1980) — Nueva Guinea
- Speocera parva Deeleman-Reinhold, 1995 — Borneo
- Speocera phangngaensis Deeleman-Reinhold, 1995 — Tailandia
- Speocera pongo Deeleman-Reinhold, 1995 — Borneo
- Speocera ranongensis Deeleman-Reinhold, 1995 — Tailandia
- Speocera songae Tong & Li, 2007 — China
- Speocera stellafera Deeleman-Reinhold, 1995 — Tailandia, Malasia
- Speocera suratthaniensis Deeleman-Reinhold, 1995 — Tailandia
- Speocera taprobanica Brignoli, 1981 — Sri Lanka
- Speocera transleuser Deeleman-Reinhold, 1995 — Sumatra
- Speocera troglobia Deeleman-Reinhold, 1995 — Tailandia
- Speocera vilhenai Machado, 1951 — Angola